# Banco Español de Puerto Rico
El Banco Español de Puerto Rico va ser una entitat financera privada de crèdit, descompte i emissió de moneda, fundada a San Juan (Puerto Rico) el 1888 amb un capital d'1,5 milions de pesos. El banc va arribar a gestionar més de la meitat dels recursos financers de l'illa, actuant com a banc del govern espanyol. Encara que era un banc privat, el govern nomenava al governador del mateix i va establir una durada de 25 anys per a l'entitat.

## Història

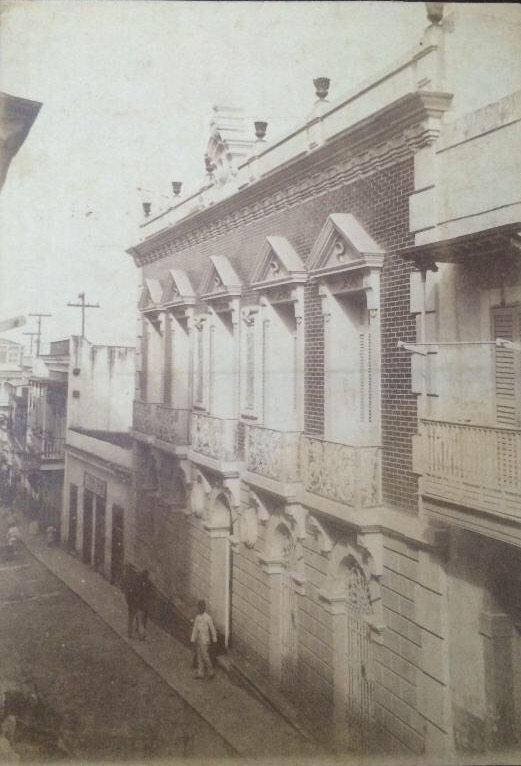
Façana del Banco Español de Puerto Rico al carrer Tetuan 152 de San Juan (c.1890)

La formació del sistema financer porto-riqueny va començar a San Juan el 1877, amb la «Sociedad Anónima del Crédito Mercantil» creada per un grup de comerciants i hisendats de San Juan sent el promotor principal José Ramón Fernández, marquès de l'Esperança. Després van venir quatre més: el «Banco Español de Puerto Rico», el «Banco Territorial y Agrícola», el «Banco Popular» i el «Banco de Crédito y Ahorro Ponceño». A aquests cal afegir sis caixes d'estalvi, la primera establerta en Sant Joan en 1865, a la qual van seguir les de Mayagüez i Ponce en la dècada de 1870, i les de San Germán i Humacao el 1882.
El Banco Español de Puerto Rico va iniciar la seva activitat l'1 de febrer de 1890, amb una petita organització liderada per Fernando Fragoso Lugo i José Manuel López y Sainz, com a governador i sotsgovernador del banc, juntament amb Carlos María Soler i Martorell, com a secretari lletrat, qui exerciria un paper essencial en el traspàs de la sobirania durant el bienni 1898-1899. Al primer Consell de Govern hi havia nou consellers-propietaris: Joan Rubert i Català, Eulogio Rivera i Rivera, Enrique Vijande i Loredo, Pedro Arsuaga i Berza, Pablo Ubarri i Capetillo, Pedro Santisteban i Chavarri, Joaquín Peña i Cáriga, José Caldas i Caldas i Manuel Vicente i Rodríguez; i quatre suplents: Manuel C. Román i Rivera, Ángel Vasconi i Vasconi, Juan Pizá i Mas i Secundino Melón i Piedra. El nombre d'accionistes ascendia a 344, dels quals la majoria, 183, residien a San Juan i posseïen un total de 8.643 títols.
A més de poder emetre moneda era una entitat de crèdit i descompte que podia realitzar tot tipus d'operacions bancàries. Però, encara que es tractava d'establiment privat, l'Estat Espanyol, a canvi del privilegi es va reservar la facultat del nomenament del seu màxim directiu, que seria el representant oficial i també va néixer amb un termini fix de caducitat de 25 anys.
Als seus inicis va haver de gestionar la dificultat que suposava la dualitat monetària a l'illa, en existir en circulació: la “moneda corrent” (mexicana) i la “moneda nacional” (espanyola o oficial). En ser d'ús habitual el pes mexicà, el banc va pensar que tindria dificultats al només poder emetre moneda espanyola encara que durant el seu primer quinquenni d'existència l'entitat va aconseguir créixer i obtenir bons resultats. L'actiu total va registrar un augment notable durant els dos primers anys, per alentir-se després a causa de la crisi econòmica i monetària als Estats Units de la qual Puerto Rico també es va veure afectada. En moneda corrent l'actiu va passar d'1,1 milions de pesos el 1890, a 3,0 milions en 1892 i a 3,3 milions en 1894.
Amb el canvi de sobirania a Puerto Rico, el 6 de juny de 1900 es va autoritzar al banc per canviar el nom pel de «Banco de Puerto Rico» i li va ser respectada la concessió atorgada per Espanya per a l'emissió de moneda però afegint el nom en anglès «Bank of Porto Rico». El Banc va funcionar amb èxit durant 25 anys i al final de la seva franquícia aquesta no va poder ser renovada en ser un banc de origen estranger. El 1913, els mateixos accionistes van fundar el «Banco Comercial de Puerto Rico» qui es va fer càrrec de tots els seus negocis però sense la facultat s'emissió de moneda, iniciant-se la retirada de la circulació de tots els bitllets emesos. L'any 1930 el «Banco Popular» va completar la primera fusió bancària després de l'adquisició dels actius del «Banco Comercial de Puerto Rico».